# Cornelius Kemboi
Cornelius Kemboi (* 29. Februar 2000) ist ein kenianischer Leichtathlet, der hauptsächlich im 5000-Meter-Lauf an den Start geht.

## Sportliche Laufbahn
Cornelius Kemboi stammt aus dem Uasin Gishu County im Westen Kenias und bestritt 2019 erste Laufwettkämpfe. Damals gewann er den 1500-Meter-Lauf bei den kenianischen Schulmeisterschaften. Bald darauf ging er auch über längere Distanzen an den Start. 2021 belegte er den zehnten Platz im 10-km-Lauf Road to Records in Herzogenaurach. 2022 trat Kemboi erstmals regelmäßig in Wettkämpfen auf dem europäischen Kontinent an. Anfang Juni lief er die 5000 Meter in Frankreich in 13:04,31 min. Ende des Monats belegte er in 7:31,26 min den dritten Platz beim Diamond-League-Meeting in Stockholm. Nationalintern gelang ihm die Qualifikation für den 5000-Meter-Lauf bei den Commonwealth Games in Birmingham, bei denen er Anfang August an den Start ging. Das Rennen beendete er auf dem elften Platz. Einen Monat später konnte er seine 5000-Meter-Bestzeit beim Diamond League-Meeting in Brüssel nochmal verbessern. 2023 konnte sich Kemboi Anfang Juli mit dem dritten Platz bei den kenianischen Ausscheidungswettkämpfen für die Weltmeisterschaften in Budapest qualifizieren. Zwei Wochen später stellte er in Belgien in 13:00,68 min eine neue Bestzeit auf. Bei den Weltmeisterschaften kam er in seinem Vorlauf anschließend allerdings nicht über den 17. Platz hinaus und verpasste damit den Einzug in das Finale. Anfang Oktober belegte er bei den Straßenlauf-Weltmeisterschaften in Riga den fünften Platz über 5 km.

## Wichtige Wettbewerbe
| Jahr              | Veranstaltung                   | Ort               | Platz             | Disziplin         | Zeit              |
| Startet für Kenia | Startet für Kenia               | Startet für Kenia | Startet für Kenia | Startet für Kenia | Startet für Kenia |
| ----------------- | ------------------------------- | ----------------- | ----------------- | ----------------- | ----------------- |
| 2022              | Commonwealth Games              | Birmingham        | 11.               | 5000 m            | 13:32,21 min      |
| 2023              | Weltmeisterschaften             | Budapest          | 33.               | 5000 m            | 13:44,32 min      |
| 2023              | Straßenlauf-Weltmeisterschaften | Riga              | 5.                | 5 km              | 13:24 min         |

## Persönliche Bestleistungen
Freiluft
- 3000 m: 7:31,26 min, 30. Juni 2022, Stockholm
- 5000 m: 13:00,68 min, 15. Juli 2023, Heusden-Zolder

Straße
- 5-km-Lauf: 13:10 min, 7. September 2022, Zürich
- 10-km-Lauf: 27:40 min, 30. April 2022, Herzogenaurach